# Reformasi

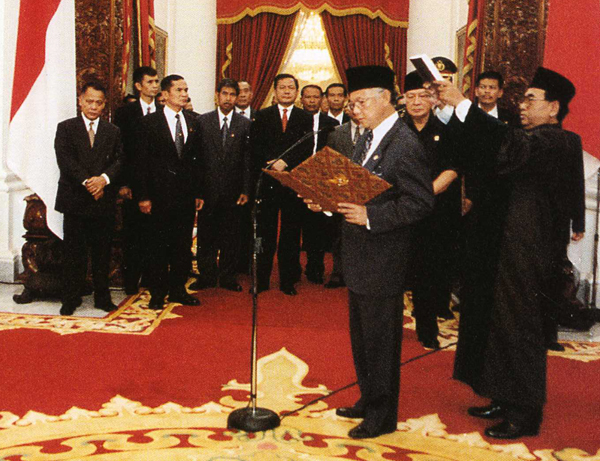
Am Tag von Suhartos Rücktritt am 21. Mai 1998; am Mikrophon: Bacharuddin Jusuf Habibie

Als Reformasi (deutsch: Reform) bzw. Era Reformasi (deutsch Reform-Periode) wird in Indonesien die Zeit nach dem Rücktritt von Suharto im Mai 1998 bezeichnet. Sie löste die Zeit des Orde Baru (der Neuen Ordnung) ab, womit die Herrschaftszeit von Suharto (1966–1998) bezeichnet wird, die von Militarismus, Bürokratisierung und Repression gekennzeichnet war. 
In der Reformasi-Zeit wurden in Indonesien demokratische Reformen eingeleitet und die Einschränkungen für die Presse gelockert. Auch wurde ein Referendum in Osttimor durchgeführt. Darin sprach sich die Bevölkerung Osttimors für die Unabhängigkeit von Indonesien aus, die dann am 20. Mai 2002 offiziell anerkannt wurde.  